# Marion Dittmann
Marion Hoch z d. Dittmann (ur. 10 czerwca 1956) – niemiecka łyżwiarka szybka reprezentująca NRD, brązowa medalistka mistrzostw świata.

## Kariera
Największy sukces w karierze Marion Dittmann osiągnęła w 1978 roku, zdobywając brązowy medal podczas wielobojowych mistrzostw świata w Helsinkach. W zawodach tych wyprzedziły ją jedynie dwie reprezentantki ZSRR: Tatjana Barabasz oraz Galina Stiepanska. Dittmann wygrała tam bieg na 3000 m, była czwarta na 1000 m, piąta na 1500 m i dwunasta w biegu na 500 m. Był to jedyny medal wywalczony przez nią na międzynarodowej imprezie tej rangi. W tej samej konkurencji była też jedenasta na rozgrywanych rok później mistrzostwach świata w Hadze, gdzie jej najlepszym wynikiem była czwarta pozycja na dystansie 3000 m. Nigdy nie wystąpiła na igrzyskach olimpijskich. Ponadto sześciokrotnie zdobywała medale mistrzostw NRD w wieloboju, w tym złoty w 1978 roku.
W 1978 roku w Ałma-Acie ustanowiła nieoficjalny rekord świata na dystansie 1000 m